# Slaget vid Kuhmo
Slaget vid Kuhmo var en serie sammandrabbningar under januari 1940 nära staden Kuhmo under finska vinterkriget. En sovjetisk division blev omringad av finska styrkor, men lyckades hålla ut till slutet av kriget.

## Bakgrund
Den sovjetiska ledningen ville genom att erövra norra Finland framtvinga en ockupation av hela landet och ville redan under kriget skära av transportvägarna till Finlands grannländer.. För att understödja 163. infanteridivisionens  och 44. motoriserade infanteridivisionens framryckning till Uleåborg skulle den 54. infanteridivisionen tränga fram mot söder för att skära av eventuella möjligheter för förstärkningar från det finska kärnlandet.

## Slagets förlopp
Efter att ha gått över gränsen ryckte 54. divisionen fram till Kuhmo. Den finska armén hade bara små enheter här, eftersom den inte förväntade sig ett angrepp mot norra Finland. Den 3 december 1939 var det finska överkommandot under Mannerheim tvunget att skicka ett regemente från reserven för att bromsa den sovjetiska divisionens framryckning. Fram till nyår 1940 hade de sovjetiska enheterna nått fram till 15 kilometer från staden. Divisionen var till antalet överlägset och de finska styrkorna angrep inte där. Chefen för divisionen, general Gussewski använde denna paus till befästa positionerna och anlade ett flygfält på en frusen sjö. Divisionen låg utsträckt i form av en lång kolonn längs vägen till Kuhmo.
Sedan den 163. och 44. sovjetiska divisionen hade besegrats i Slaget vid Suomussalmi, skickade Mannerheim enheterna från Soumussalmi mot Kuhmo. Den nionde divisionen, under Hjalmar Siilasvuo, var underlägsen den sovjetiska divisionen och saknade ammunition och artilleri. Den 28 januari 1940 genomförde de finska styrkorna ett motanfall. Finska patruller på skidor gav sig ut i skogarna som vid Soumussalmi. Finnarna lyckades skära upp den sovjetiska divisionen i tre delar, så kallade ’’motti’’ (ungefär: omringning). Finnarna hade tagit sovjetiska pansarvärnsvapen vid Soumussalmi och använde dessa mot fientliga motangrepp med stridsvagnar. Ett dödläge uppstod. Sovjetiska armén försökte med en nyuppsatt 2000 man stark skidskyttebrigad och med hjälp av 23 skyttedivisionen att bryta inringningen, men dessa försök misslyckades. 

## Efterspel
Betydelsen av striden är för den generella bilden av kriget är tvetydig. Å ena sidan var finnarna i stånd att stoppa en sovjetisk framryckning och stoppade de facto två sovjetiska divisioner. Det finska överkommandots verkliga avsikta att slå ryssarna i norra Finland för att snabbt kunna skicka 9. Divisionen till den avgörande fronten på Karelska näset lyckades dock inte.